# Jiří Zmidloch
Jiří Zmidloch (* 19. dubna 1978) je český podnikatel a bývalý herec.
Absolvoval magisterské studium biochemie na Přírodovědecké fakultě Masarykovy univerzity v Brně, následně v roce 2007 vystudoval muzikálové herectví na Divadelní fakultě Janáčkovy akademie múzických umění v Brně. Již během studia hrál od roku 2006 v Městském divadle Brno, kde byl následně v letech 2007–2009 v angažmá. Během něj se objevil v mnoha muzikálech a činohrách, např. Evita, Čarodějky z Eastwicku, Bídníci, Šumař na střeše, Kdyby tisíc klarinetů, Josef a jeho úžasný pestrobarevný plášť, Smrt Pavla I., Amfitryon, Mamzelle Nitouche.
Od roku 2010 vede teambuildingovou společnost Z-AGENCY s.r.o. Od roku 2013 řídí vývoj herní platformy TerraHunt, která slouží ke tvorbě a realizaci venkovních GPS her typu Treasure Hunt a virtuálních únikových her.